# 守山橋
守山橋（もりやまばし）は、富山県高岡市の小矢部川に架かる国道160号の橋梁。

## 橋データ
- 左岸 - 富山県高岡市守山
- 右岸 - 富山県高岡市長慶寺
- 形式 - PC桁橋[1]
- 延長 - 198.2 m[1]
- 幅員 - 25.5 m[1]

## 歴史
かつて守山と長慶寺を結ぶ交通手段として守山の渡しがあった。1876年（明治9年）12月、石川県庁（当時は石川県の管轄下だった）はこの渡舟に対し1人2厘、馬1疋は口附共4厘、駕1挺人足共6厘の渡賃を許可し、出水時の増賃を禁止している。1907年（明治40年）1月、両村共同で長さ75間（126.4 m）、幅9尺（2.7 m）の賃取橋を架けた。当時は幹線道路では無かったため大正時代に入っても賃取の私設橋として維持してきたが、その後県営となり、1938年（昭和13年）2月、小矢部川の改修に合わせて、延長174.7 m、幅員3.2 mの木橋が架設された。
その後、1958年（昭和33年）9月29日に永久橋に架け替えられた。さらに、1977年（昭和52年）10月26日には歩道付きの新橋が1本供用開始され4車線化され、1982年（昭和57年）には旧橋も現在の橋に架け替えられ、現在に至る。